# Rolling Horse
Rolling Horse («кінь, що котиться») — скульптура, створена Юргеном Герцом на північній терасі залізничного вокзалу Берлін-Головний на площі Європаплац. Скульптура зображує фігуру коня, яка, вигинаючись по колу, доповнює собою сегмент колеса. В основу скульптури інтегровано архітектурні елементи старого Лертер (залізничний вокзал), і їх можна побачити через чотири ілюмінатори
. Скульптура виготовлена з нержавіючої сталі, алюмінію, пластику, скла та каменю. Вона заввишки 9,70 м, завширшки 8,7 м і важить 35 т. Її встановили у травні 2007 року.

## Критика
Професійна асоціація образотворчих митців Берліна публічно розкритикувала скульптуру за «провінційність» і надмірну схожість зі скульптурою S-Printing Horse у Гейдельберзі роботи того ж митця. Обидві скульптури були замовлені компаніями, генеральним директором яких на момент замовлення був Гартмут Медорн (Deutsche Bahn у Берліні, Heidelberger Druckmaschinen у Гайдельберзі).